# Ричард Армитидж
Ричард Криспин Армитидж (роден на 22 август 1971) е английски актьор, известен с ролите си на Джон Торнтън в „Север и юг“, Гай Гисбърн в сериала на БиБиСи „Робин Худ“ и Лукас Норт в сериала „Фантоми“. Той играе Торин Дъбощит в трилогията на Питър Джаксън „Хобит“.

## Произход и юношески години
Ричард Армитидж е роден в Лестър, Англия. Учил е в начално училище в Хънкоут. По-късно в колежа Брокингтън в Ендърби Армитидж е учил музика като е свирил на чело в училище и в местни оркестри. Научил се е да свири и на флейта. Продължил е образованието си в колежа Патисън в Ковънтри, където образованието му включвало също танцуване и актьорско майсторство. Покрил е най-високо ниво на изпитите по музика и английски.

## Кариера
На 17 години се присъединява към цирк в Будапеща за шест седмици, за да получи признание в английското и американското актьорско общество. След завръщането си в Англия се отдава на кариера в музикалния театър, като играе в редица мюзикъли, включително и в „Котките“.
Считайки пътя на кариерата си за незадоволителен, той се записва в Лондонската академия за музика и драматични изкуства, за да учи актьорство. „Бях поел по пътя на музикалния театър и бях на около 21 години, когато изведнъж осъзнах, че това не беше най-правилният път. Имах нуждата да направя нещо по-истинско. Мюзикълът за мен беше някак си много театрален, само стоиш на сцената и се перчиш. Търсех нещо друго и затова отидох в драматичната школа.“
След завършване на тригодишната програма на Лондонската академия за музика и драматични изкуства, Ричард Армитидж се завръща на сцената, играейки второстепенни роли в представленията „Макбет“, „Хамлет“, „Дукесата на Малфи“ и „Четирите пекари на Алис“ с Бирмингамския репертоарен театър, като играе и редица малки роли в телевизията и в различни филми. През 2002 г. играе главна роля в продукцията на Charm Offensive „Използвай ме за своя жилетка“.
Същата година Ричард Армитидж се появява в първата си главна телевизионна роля – Джон Стендринг в драмата на БиБиСи „Спаркхаус“. „Тогава за първи път отидох на прослушване за роля. Беше малка роля, но беше нещо, за което наистина се бях вкопчил... Не можех да се откажа. Знаех, че трябва да подхождам еднакво към всичко.“ След това той приема различни поддържащи роли в телевизионните продукции „Между чаршафите“, „Студени крака“ и „Последни сили“.
През 2004 г. Ричард Армитидж за пръв път играе главна роля като Джон Торнтън в адаптацията на БиБиСи по романа на Елизабет Гаскел „Север и юг“. Той твърди, че се е чувствал лично привлечен от ролята: „Семейството на баща ми бяха тъкачи и предачи. От там съм произлязъл и усещането, че мога да бъда част от това беше вълнуващо.“ Армитидж цитира и дуализма на Торнтън като привлекателна черта в неговия образ: „Дихотомията между мощния, почти чудовищен предприемач и ранимото дете, което всъщност е той е страхотна.“
През 2005 г. Армитидж играе Питър МакДъф в „Макбет“, поредицата на БиБиСи „Шекспир – преразказан“. Появява се и като лекуващия се пристрастен към хазарта Филип Търнър в „Божествената пропорция“, една серия на „Мистериите на инспектор Линли“. Ричард играе и в БиБиСи поредицата „Импресионистите“ като младия Клод Моне, а също и д-р Алек Трак „Златният час“ на АйТиВи – медицински сериал върху „Лондонската въздушна линейка“. Тогава изиграва и първата си значителна роля във филма „Леден“ (Frozen).
През 2006 Армитидж играе главната роля на Гай Гизбърн в БиБиСи сериала „Робин Худ“. „За да издържиш образа на Гай тябва да откриеш конфликта вътре в него. Той е непрекъснато разкъсван между зло и добро, между това, което е и това, което иска да бъде. Той би могъл да бъде добър човек, но е винаги бива повлечен надолу от фаталния си недостатък – той иска слава на всяка цена.“ „Трябва да кажа, че лошите винаги са по-интересни за играене, защото трябва да си груб и агресивен, и трябва да правиш неща, които не можеш да вършиш в ежедневието. Трябва да си учтив, добър и възпитан. А когато играеш лошия герой, трябва да изиграеш всички тези черти от своя характер. Мисля, че има малко от мен в Гай, някаква агресия. Не, много е забавно! Обичам го!“ Третият последен сезон на „Робин Худ“ започва на 28 март 2009 г.
През 2006 г. Армитидж се появява в двусерийното специално коледно издание на „Викарият от Дибли“ (The Vicar of Dibley) като Хари Кенеди – новата любов на викария и потенциален съпруг. Той разработва ролята през 2007 за Деня на червения нос (Red Nose Day – звукоподражателно на Red Rose Day – Ден на червената роза). На 8 април 2007 Армитидж играе моториста Рики Дийминг в детективската драма с Мартин Шоу и Лий Ингълби „Джордж Джентли“. На 9 май 2007 той се появява в продукцията на BBC4 „Мис Мери Лойд – Кралицата на музикалната зала“ в ролята на първия ѝ съпруг, Пърси Кортни. Играе също Филип Дюран в продукцията на Granada TV „Ordeal by Innocence“ – адаптация по романа на Агата Кристи.
Армитидж става част от екипа на „Фантоми“ за седмия сезон (ролята на Лукас Норт), който започва излъчването си във Великобритания на 27 октомври 2008 г. „На външен вид Лукас Норт е (an amiable) герой, но осемте години, прекарани в руски затвор имат дълбоко отражение върху личността му. Той е разкъсван между това, което е бил преди да влезне в затвора, затворника и човекът, в който се е превърнал. Външността му е представителна, но отвътре е човек, преживял голяма травма... Той си няма идея колко е повреден емоционално, докато спомените не започват да избиват на повърхността.“ „Обичам филми, в които има комбинация от екшън и добри образи. Затова ми е интересно да играя Лукас Норт като герой със сложна психология, който излиза и се опитва да спаси света.“ Докато снимат седми сезон Армитидж се подлага на мъчение с вода, за да заснемат сцена на ретроспекция. През юли 2012 Армитидж завършва снимките на последния си девети сезон. В него се открива, че истинското име на героя му е Джон Бейтман, който е убил истинския Лукас Норт малко преди завръщането му в МИ5 и е заел неговото място. Девети сезон завършва със среща между Лукас и шефът на МИ5 Хари Пиърс на покрива на кулата Енвър, от която Бейтман скача и умира.
На 20 май 2009 г.  Армитидж се появява в драмата на BBC1 „Продължавайки напред“ като Джон Мълигън.
През май 2010 г. играе Джон Портър в „Отвърни на удара“ на телевизията Sky1. За тази роля Армитидж казва: „На хартия е много ясно що за драма е „Отвърни на удара“, но предизвикателството за мен, за сценаристите и за режисьорите беше да открием емоционалния център на Джон Портър. Как човек се превръща в трениран убиец, а после се връща вкъщи, прегръща жена си и приспива дъщеричката си в люлката. Как може един войник да няма съзнание за това, което са искали от него да направи.“ На друго място той казва: „Накрая това беше героят, който ме привличаше, историята на човек, който взема решение под натиск и това решение влияе на целия му живот. Той тръгва, търсейки изкупление като вярва, че прави това, което е правилно, въпреки че му коства живота на трима негови приятели... Възхищавам се на твърдостта му да се изправи и да каже „Направих грешка. Ще понеса последствията. Ще разбера защо това беше грешка.“ Има гняв, има и несправедливост. Все едно казва: „Направих правилното нещо, но с грешни последствия.“
През август 2011 г. Sky1 заснемат и втори сезон на „Отвърни на удара“. Тъй като Армитидж е ангажиран с филмирането на „Хобит“, той се появява само като гост-актьор във втория сезон.
Армитидж се появява като нацистки шпионин Хайнц Крюгер в „Капитан Америка: Първият отмъстител“, от юли 2011 г. Дори на тази малка роля той се посвещава изцяло, като се опитва да разбере героя: „Исках да изиграя някой, който напълно вярва в това, което прави. Затова намерих биографията на Ерих Гимпел, който е бил изпратен да саботира проекта Манхатън. Това е страхотна книга, която много ми помогна да не мисля само „Унищожи, унищожи, унищожи!“ Трябваше да повярвам, че моята страна е правилна, въпреки че беше напълно погрешна.“
Ричард Армитидж е избран за Торин Дъбощит на кастинга за трисерийната продукция „Хобит“. Първият филм от поредицата „Хобит: Неочаквано пътешествие“ е пуснат на 14 декември 2012 г. Когато го питат за играенето на емблематичния герой, Армитидж казва: „Просто мисля, че е наистина страхотна възможност да играя герой от книга, с която съм израснал и която беше моята първа поява на сцена, имам предвид постановката „Хобитът“ в театъра Алекс в Бирмингам, аз играех елф... Така че съм бил там още като дете и това беше нещо много значително за мен, така че да се върна към това вече като възрастен... и да имам друг поглед към това е брилянтна възможност.“ За образа на Торин той казва: „В образа на героя ми в „Хобит“ има емоционална експлозия и потиснат гняв и аз се опитвам да разбера дали го имам в себе си или ще трябва да си го представям. Предполагам, че е опасна моята собствена тъмнина, място, което избягвам в живота, но ще ми послужи тъкмо за тази роля. Само ще открехна вратата да надникна в нея.“ Аримтидж е избран на кастинга за „Черно небе“ от New Line, като снимките са започнали през юли 2012 г.
През последните години Армитидж е записал и мащабно количество аудиозаписи – чете на поезия за радиопредавания, участвал е като Робърт Ловлейс в радиопиесата на BBC Radio 4 „Клариса: Историята на една млада дама“ през април 2010 г. Записал е шест аудиокниги върху „Робин Худ“ на BBC, както и „Властелините на севера“ от Бърнард Корнуел и три романи на Жоржет Хайер за Naxos AudioBooks: „Силвестър, или злият чичко“, „Венеция“, „Удобната женитба“, които излизат през август 2010. Озвучавал е и много документални филми като „Домове от ада“, „Децата на империята“, „Твърде беден за богаташко училище?“, „Горски слонове: Трополене в джунглата“, „Училище по хирургия“, „Елза: Лъвицата, която промени света“ и др. През 2012 г. озвучава серии за кралския флагмандски флот „HMS Ark Royal“, „125 години Уимбълдън: Не може да си сериозен“ и „Отряд за измами“. Озвучава и много радио и телевизионни реклами.
Участвал е и в драма по Шекспировата пиеса „Ричард III“. „Кръстили са ме Ричард, защото съм роден в деня на годишнината от смъртта на „Ричард III“ в Босуърт; един от любимите романи на баща ми е „Великолепието на слънцето“ от Шарън Кей Пенман, четох го преди много години. Последните години буди особен интерес, който води до актуализирането на тази история. Като актьор за мен това е проект, който бих искал да осъществя. Вярвам, че това е страхотна история, социополитически трилър, любовна история и династична трагедия.“ „Има тъмнина и мистерия около Ричард III. Харесва ми идеята за някой, който не е амбициозен, но се движи по бързия път към короната и дори почти стига там въпреки инстинктите си.“ „Работя по един сценарий, е, не е мой, но е за Ричард III... има толкова много да се разкаже – ако направим двадесет епизода ще можем да разкажем цялата история... нещо като дълготрайна „Война на розите“, нещо такова... Знам много хора, които са заинтересувани, но никой не би настъпил газта. Не съвсем. Още малко, още малко.“

## Стил на игра
Ричард Армитидж се описва като методичен актьор. „Някак си изглежда малко мързеливо, защото означава, че не трябва да се преструваш, а само да вярваш. Колкото се може повече. Предполагам, че някак си влизам и излизам от роля. Не съм от тези, които не могат да си говорят с хората, защото са в роля, но някак си оставам в ролята, да. Той винаги е там. Това е като да маринираш нещо – стоиш в марината през цялото време.“ Той често говори за това, че е привлечен от дуализма в героите, които играе и го доразвива. „Ако ми предложат роля на герой, веднага търся антигероя в сценария!... Виждам всичко като външна обвивка и вътрешна обвивка.“ Той често казва, че прави „дневници на героите“ с цели биографии на ролите, които играе. „За мен е важно да добавя фон за моя герой, който ще ми е полезен през цялото пътуване. Голяма част от това е тайна и никой не може да го прочете. Но на мене ми трябва. Ако играеш нещо продължително и роля, която има бъдеще (освен първите серии), все едно трябва да посадиш градина, в която ще трябва да се върнеш в даден момент. Ако не се включиш навреме, може да не те пусне.“

## Избрани участия в театъра
- 1998: Хамлет – Бернардо
- 1999: Четирите пекари на Алис – Младият Ричи
- 1999: Макбет (Кралски Шекспиров театър) – Ангус
- 2000: Дукесата на Малфи (Кралски Шекспиров театър) – Делио
- 2002: Използвай ме като жилетка (Опасен чар) – Джез
- 2010: 24-часови пиеси знаменитости гала – Денис, себе си

## Филмография
| Телевизия | Телевизия                                  | Телевизия         | Телевизия                                             |
| Година    | Заглавие                                   | Роля              | Бележки                                               |
| --------- | ------------------------------------------ | ----------------- | ----------------------------------------------------- |
| 1995      | Boon                                       | Човек в кръчмата  |                                                       |
| 1999      | Cleopatra                                  | Епифаний          | ТВ филм                                               |
| 2001      | Doctors                                    | Д-р Том Стийл     | 2 серии: „Добра кмпания“, „Котката излезе от торбата“ |
| 2001      | Casualty                                   | Крег Паркър       | 1 episode: 1 серия: „Игра с огъня“                    |
| 2001      | Macbeth                                    | Ангус             | ТВ филм                                               |
| 2002      | Sparkhouse                                 | Джон Стандринг    | BBC драма                                             |
| 2003      | Cold Feet                                  | Лий               | 4 серии                                               |
| 2003      | Ultimate Force                             | Кап. Ян Макълуейн | 5 серии                                               |
| 2003      | Between the Sheets                         | Пол Андрюс        | Минисериал                                            |
| 2004      | North and South                            | Джон Торнтън      | 4 серии                                               |
| 2005      | The Inspector Lynley Mysteries             | Филип Търнър      | 1 серия: „В божествена пропорция“                     |
| 2005      | Malice Aforethought                        | Уилям Чатфорд     | ITV драма                                             |
| 2005      | The Golden Hour                            | Д-р Алек Трак     | 4 серии                                               |
| 2005      | ShakespeaRe-Told                           | Питър Макдъф      |                                                       |
| 2006      | The Impressionists                         | Младият Клод Моне | BBC драма                                             |
| 2006–2007 | Vicar of Dibley                            | Хари Кенеди       | 3 серии                                               |
| 2006–2009 | Robin Hood                                 | Сър Гай Гизбърн   | 37 серии                                              |
| 2007      | Inspector George Gently                    | Рики Дийминг      | 1 серия                                               |
| 2007      | Miss Marie Lloyd – Queen of The Music Hall | Пърси Кортни      | BBC драма                                             |
| 2007      | Marple                                     | Филип Дюран       | ITV драма                                             |
| 2008-2010 | Фантоми                                    | Лукас Норт        | 25 серии                                              |
| 2009      | Moving On                                  | Джон Мълиган      | 1 серия: 'Drowning not Waving'                        |
| 2010      | Strike Back                                | Джон Портър       | 6 серии                                               |
| 2011      | Strike Back: Project Dawn                  | Джон Портър       | 1 серия: 'Епизод 1'                                   |

| Филми  | Филми                                           | Филми                        | Филми   |
| Година | Заглавие                                        | Роля                         | Бележки |
| ------ | ----------------------------------------------- | ---------------------------- | ------- |
| 1999   | This Year's Love                                | самодоволен човек на партито |         |
| 1999   | Междузвездни войни: Епизод I - Невидима заплаха | пилот на Bravo Fighter       |         |
| 2005   | Frozen                                          | Стивън                       |         |
| 2011   | Капитан Америка: Първият отмъстител             | Хайнц Крюгер                 |         |
| 2012   | Хобит: Неочаквано пътешествие                   | Торин Дъбощит                |         |
| 2013   | Хобит: Пущинакът на Смог                        | Торин Дъбощит                |         |
| 2014   | В окото на бурята                               | Гари Морис                   |         |
| 2014   | Хобит: Битката на петте армии                   | Торин Дъбощит                |         |

## Дискография
- 2006: Robin Hood: Will You Tolerate This?
- 2006: Robin Hood: Sheriff Got Your Tongue?
- 2006: Robin Hood: Who Shot The Sheriff?
- 2006: Robin Hood: Parent Hood
- 2007: The Lords of the North by Bernard Cornwell
- 2009: Robin Hood: The Witch Finders
- 2009: Robin Hood: The Siege
- 2009: Sylvester by Georgette Heyer
- 2010: Venetia by Georgette Heyer
- 2010: The Convenient Marriage by Georgette Heyer